# Willem Augustijn Offerhaus
Willem Augustijn Offerhaus (Arnhem, 20 mei 1897 - Groningen, 24 november 1961) was een Nederlands liberaal politicus.
Offerhaus studeerde rechten aan de Rijksuniversiteit Groningen en volgde aansluitend een opleiding voor het notariaat. Hij was kandidaat-notaris in Amsterdam (1926-1929) en op het notariskantoor van zijn vader in Groningen (1929-1938). Van 1938 tot 1954 was hij zelfstandig notaris.
Mr. Offerhaus was tijdens de Tweede Wereldoorlog geïnterneerd in Haaren, Sint-Michielsgestel en Vught. Van 1950-1961 was hij kamerheer in bijzondere dienst van koningin Juliana. In 1954 werd hij benoemd tot Commissaris van de Koningin van Groningen, hij zou dit tot aan zijn overlijden blijven.

Hij had veel nevenfuncties en was onder meer vicevoorzitter en voorzitter van de ANWB, lid (1954-1955) en president (1955-1961) van het college van curatoren van de Groninger Universiteit, voorzitter van het Museum van Oudheden in Groningen en voorzitter van de Raad van Commissarissen van de Friesch-Groningsche Hypotheekbank.